# Simple y doblemente par

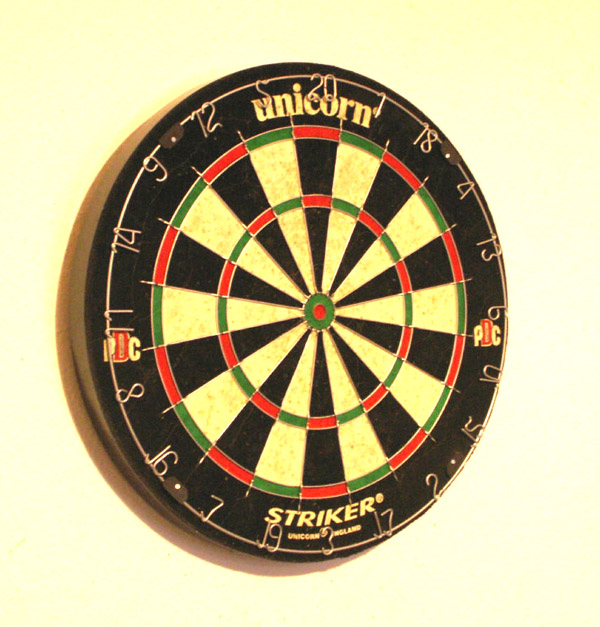
El juego de dardos denominado "501" implica estrategias en las que las paridades de las puntuaciones permiten adoptar decisiones ventajosas que incrementan las posibilidades de ganar

En matemáticas, un número par, es decir, un número que es divisible por 2, se llama parmente par o doblemente par si es múltiplo de 4, e imparmente par o simplemente par si no lo es. Los primeros nombres son tradicionales, derivados de la matemática griega, mientras que los segundos se han vuelto comunes en las últimas décadas.
Estos nombres reflejan un concepto básico en teoría de números, el 2-orden de un número entero: cuántas veces el número entero se puede dividir por 2. Esto es equivalente a la multiplicidad de 2 en la factorización de un entero.
- Un número simplemente par se puede dividir por 2 solo una vez; es par pero su cociente por 2 es impar.
- Un número doblemente par es un número entero que es divisible más de una vez por 2; es par y su cociente por 2 también es par.

La consideración separada de números simple y doblemente pares es útil en muchas áreas de las matemáticas, especialmente en teoría de números, combinatoria, o la teoría de códigos (véase código par) entre otros.

## Definiciones
Los términos griegos antiguos "par-veces-par" (en griego antiguo: ἀρτιάκις ἄρτιος) y "par-veces-impar" (en griego antiguo: ἀρτιάκις περισσός o ἀρτιοπέριττος) recibieron varias definiciones no equivalentes por Euclides y escritores posteriores como Nicómaco de Gerasa. Hoy en día, existe un desarrollo estándar de los conceptos. El orden de 2 o 2 ádico es simplemente un caso especial del orden p-ádico respecto a un número primo p general (véase número p-ádico para obtener más información sobre esta amplia área de las matemáticas). Muchas de las siguientes definiciones se generalizan directamente a otros números primos.
Para un entero n, el 2 orden de n (también llamado valoración) es el mayor número natural ν tal que 2ν divide a n. Esta definición se aplica a los números n positivos y negativos, aunque algunos autores la restringen a los números positivos; y se puede definir el 2 orden de 0 como infinito (véase también paridad del cero). El 2 orden de n se escribe ν2(n) o también ord2(n). No debe confundirse con el orden multiplicativo módulo 2.
El 2 orden proporciona una descripción unificada de varias clases de números enteros definidos por la uniformidad:
- Los números impares son aquellos con ν2(n) = 0, es decir, números enteros de la forma 2m + 1.
- Los números pares son aquellos con ν2(n) > 0, es decir, números enteros de la forma 2m. En particular:
  - Los números pares simples son aquellos con ν2(n) = 1, es decir, números enteros de la forma 4m + 2.
  - Los números doblemente pares son aquellos con ν2(n) > 1, es decir, números enteros de la forma 4m.
    - En esta terminología, un número doblemente par puede o no ser divisible por 8, por lo que no existe una terminología particular para números "triplemente pares" en matemáticas puras, aunque se usa en materiales de enseñanza para niños que incluyen múltiplos más altos como "cuádruplemente par".[3]

También se puede extender el 2 orden a los números racionales definiendo ν2(q) como el único entero ν para el que
{\displaystyle q=2^{\nu }{\frac {a}{b}}}
y a y b son ambos impares. Por ejemplo, los números semienteros tienen un 2 orden negativo, a saber, −1. Finalmente, al definir el valor absoluto 2-ádico
{\displaystyle |n|_{2}=2^{-\nu _{2}(n)},}
se sientan las bases para construir consistentemente los números 2-ádicos.

## Aplicaciones

### Juego de dardos
El objetivo del juego de dardos es llegar a una puntuación de 0, por lo que el jugador con la puntuación más baja está en una mejor posición para ganar. Al comienzo de una etapa, "más pequeño" tiene el significado habitual de valor absoluto, y la estrategia básica es apuntar a áreas de alto valor en el tablero de dardos y anotar tantos puntos como sea posible. Al final de una tanda, dado que se necesita doblar en el último lanzamiento para ganar el juego, el valor absoluto 2-ádico se convierte en la medida relevante. Con cualquier puntuación impar, por pequeña que sea en valor absoluto, se necesitan al menos dos dardos para ganar. Cualquier puntaje par entre 2 y 40 puede satisfacerse con un solo dardo, y 40 es un puntaje mucho más deseable que 2, debido a los efectos de fallar.
Un fallo común al apuntar al anillo doble es clavar el dardo en la zona de puntuación sencilla y accidentalmente reducir a la mitad la puntuación. Dado un puntaje de 22 para cerrar, un número par, se tiene la oportunidad de ganar el juego acertando al 11 doble. Pero si se logra un 11 simple, el nuevo puntaje es 11, que es impar, y se necesitarán al menos dos dardos más sin posibilidad de fallo para completar el juego. Por el contrario, cuando se está a 24 puntos de cerrar, se dispara por el 12 doble, y se puede cometer el mismo error pero aun así tener 3 posibilidades seguidas para completar el juego: doble 12; (12 + doble 6) y (12 + 6 + doble 3). Generalmente, con una puntuación de n < 42, se tienen ν2(n) de tales tiros para completar el juego. Esta es la razón por la que 32= 25 es una puntuación tan deseable: se divide 5 veces.

### Irracionalidad de la raíz cuadrada de 2
La prueba clásica de que raíz cuadrada de dos es un número irracional opera por descenso infinito. Por lo general, la parte descendente de la prueba se abstrae suponiendo (o probando) la existencia de representaciones irreducibles de números racionales. Un enfoque alternativo es explotar la existencia del operador ν2.
Por reducción al absurdo, se tiene que
{\displaystyle {\sqrt {2}}={\frac {a}{b}},}
donde a y b son números naturales distintos de cero. Elevar al cuadrado ambos lados de la igualdad y aplicar
el operador de valoración de 2 orden ν2 a 2b2= a2:
{\displaystyle \nu _{2}\left(2b^{2}\right)=\nu _{2}\left(a^{2}\right)}
{\displaystyle \nu _{2}\left(b^{2}\right)+1=\nu _{2}\left(a^{2}\right)}
{\displaystyle 2\nu _{2}(b)+1=2\nu _{2}(a)}
{\displaystyle \nu _{2}(a)-\nu _{2}(b)={\frac {1}{2}}}
Dado que las valoraciones de 2 orden son números enteros, la diferencia no puede ser igual a {\textstyle {\frac {1}{2}}} racional. Por contradicción, pues, √2 no puede ser un número racional.
Más concretamente, dado que la valoración de 2b2 es impar, mientras que la valoración de a2 es par, deben ser enteros distintos, de modo que {\displaystyle \left|2b^{2}-a^{2}\right|\geq 1}. Luego, un cálculo fácil produce un límite inferior de {\textstyle {\frac {1}{3b^{2}}}} para la diferencia de {\displaystyle \left|{\sqrt {2}}-a/b\right|}, lo que arroja una prueba directa de irracionalidad que no se basa en el principio del tercero excluido.

### Topología geométrica
En topología geométrica, muchas propiedades de las variedades dependen solo de su dimensión módulo 4 o módulo 8; así, a menudo se estudian variedades de dimensión simple y doblemente par (4k+2 y 4k) como clases. Por ejemplo, las variedades doblemente pares tienen una forma bilineal no degenerada "simétrica" en su cohomología de dimensión media, que por lo tanto tiene una signatura de valor entero. Por el contrario, las variedades de una sola dimensión par tienen una forma bilineal no degenerada oblicuo-simétrica en su dimensión media. Si se define un refinamiento cuadrático a una forma cuadrática (como en una variedad enmarcada), se obtiene el invariante de Arf como un invariante de módulo 2. Las variedades de dimensiones impares, por el contrario, no tienen estos invariantes, aunque en teoría de la cirugía algebraica se pueden definir invariantes más complicados. Esta periodicidad de 4 y 8 veces en la estructura de las variedades está relacionada con la cuádruple periodicidad de la teoría-L y la periodicidad óctuple de la teoría-K topológica real, que se conoce como periodicidad de Bott.
Si una variedad de rotación suave, orientada y compacta tiene la dimensión n ≡ 4 mod 8, o ν2(n)= 2 exactamente, entonces su signatura es un múltiplo entero de 16.

### Otras apariciones
Un número simplemente par no puede ser un número potente. No se puede representar como la diferencia de dos cuadrados. Sin embargo, un número simplemente par puede representarse como la diferencia de dos números oblongos o de dos números potentes.
En teoría de grupos, es relativamente simple demostrar que el orden de un grupo simple finito no abeliano no puede ser un número par único. De hecho, por el teorema de Feit-Thompson, tampoco puede ser impar, por lo que cada grupo tiene un orden doblemente par.
La fracción continua de Lambert para la función tangente hiperbólica da la siguiente fracción continua que involucra los números simplemente pares positivos:
{\displaystyle \tanh {\frac {1}{2}}={\frac {e-1}{e+1}}=0+{\cfrac {1}{2+{\cfrac {1}{6+{\cfrac {1}{10+{\cfrac {1}{14+{\cfrac {1}{\ddots }}}}}}}}}}}
Esta expresión conduce a unas representaciones de e similares.
En química orgánica, la regla de Hückel, también conocida como la regla 4n + 2, predice que un sistema cíclico con enlaces π que contiene un número par de p electrones será aromático.

## Clasificaciones relacionadas
Aunque el orden 2 puede detectar cuándo un número entero es congruente con 0 (mod 4) o 2 (mod 4), no puede diferenciar entre 1 (mod 4) o 3 (mod 4). Esta distinción tiene algunas consecuencias interesantes, como Teorema de Fermat sobre la suma de dos cuadrados.